# Runenstein von Helnæs

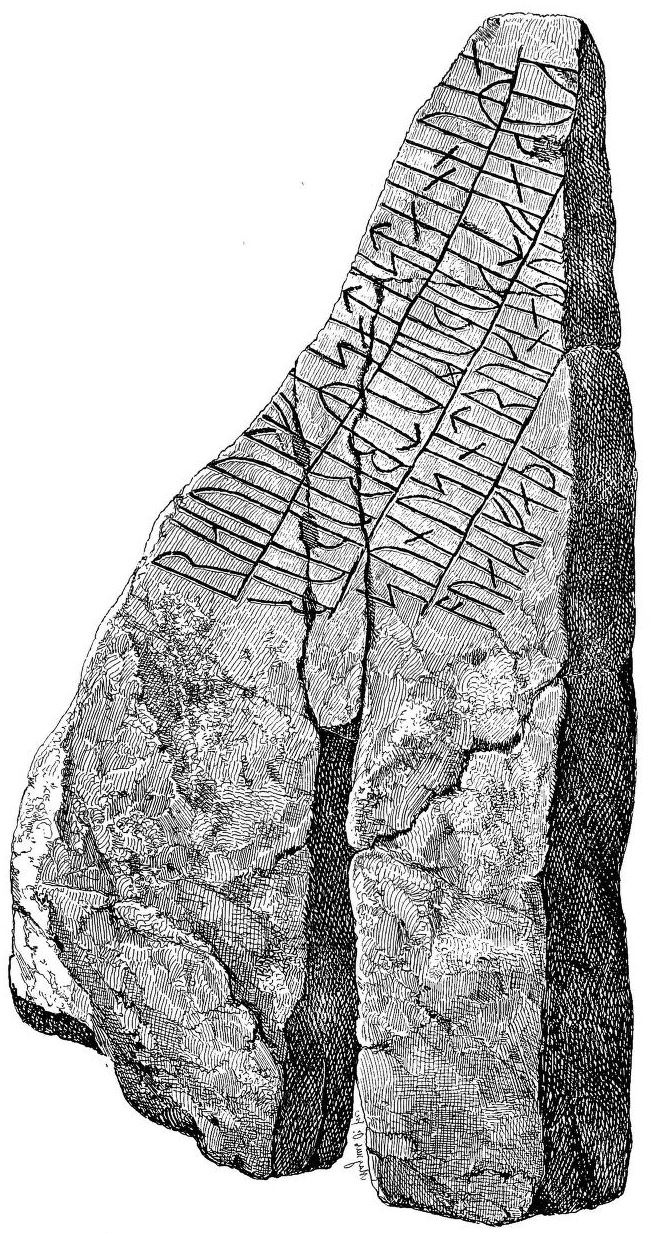
Runenstein von Helnæs

Der Runenstein von Helnæs (DK: Fyn 8, DR 190) ist ein Runenstein, der von der dänischen Halbinsel Helnæs auf Fünen stammt. Der Runenstein zählt zur Helnæs-Gørlev-Gruppe der ältesten dänischen Runeninschriften auf Stein aus der frühen Wikingerzeit (750/800 bis 900 n. Chr.)
Der Stein ist ein Gedenkstein, den der Gode Roulv seinem ertrunkenen Neffen Gudmund stiftete. Er wurde 1860, liegend mit der Schriftseite nach oben, beim Ackern eines Feldes auf der Halbinsel gefunden. Das Fundumfeld ist bestimmt von einem etwa 80 m entfernten neolithischen Ganggrab. Vor Ort wurde der Stein zerschlagen. Bei der Überführung auf Anweisung des Königs Friedrich VII. ins damalige Kopenhagener Altnordische Museum gingen Fragmente verloren, was die Lesbarkeit der Runeninschrift beeinträchtigt. 1935 wurde versucht die Fragmente neu zu ordnen und den Stein zu rekonstruieren mit einigen Fehlern bei der Zusammenfügung. Nach der Rekonstruktion wurde der Stein in die „Runenhalle“ des Nationalmuseums eingemauert. 
Der Stein weist eine Höhe von 210 cm, bei einer Breite von 100 cm und einer Dicke von 60 cm auf. Die Aufstellungs- beziehungsweise inschriftliche Erstellungszeit wird um das Jahr 800 taxiert, gegebenenfalls zu einem etwas früheren Zeitpunkt im 8. Jahrhundert.

## Inschrift
- Transliteration

rHuulfR sati stain nuRa | kuþi aft kuþuMut bruþur | sunu sin truknaþu --[...] | ąuaiR faþi
- Transkription

HrōulfR satti stæin, {nuRa} goði, æft Guðumund, brōðursun sinn. Druknaðu [...] ĀvæiRR fāði.
- Übersetzung (Stoklund)

Ruolf nuRa-Gode setzte (den) Stein nach Gudmund, seinen Brudersohn, (sie) ertranken [...] Åver ritze (eigentlich färbte)